# Compressidens kikuchii
Compressidens kikuchii is een Scaphopodasoort, de plaats in een familie is nog onzeker. De wetenschappelijke naam van de soort is voor het eerst geldig gepubliceerd in 1952 door Kuroda & Habe.